# Elezioni presidenziali in Slovenia del 1990
Le elezioni presidenziali in Slovenia del 1990 si tennero l'8 aprile (primo turno) e il 22 aprile (secondo turno); il primo turno ebbe luogo contestualmente alle elezioni parlamentari.
Nelle consultazioni furono eletti il Presidente e i 4 membri della Presidenza della Repubblica.

## Risultati
| Milan Kučan     | Partito del Rinnovamento Democratico - Partito Socialista di Slovenia | 538 278   | 44,43 | 657 196   | 58,59 |  |  |  |
| Jože Pučnik     | Coalizione DEMOS                                                      | 322 706   | 26,64 | 464 435   | 41,41 |  |  |  |
| Ivan Kramberger | Indipendente                                                          | 224 162   | 18,50 |           |       |  |  |  |
| Marko Demšar    | Partito Liberal Democratico                                           | 86 836    | 7,17  |           |       |  |  |  |
| Totale          | Totale                                                                | 1 211 570 | 100   | 1 121 631 | 100   |  |  |  |
|                 |                                                                       |           |       |           |       |  |  |  |
| Voti non validi | Voti non validi                                                       | 25 975    | 2,10  | 23 354    | 2,04  |  |  |  |
| Votanti         | Votanti                                                               | 1 237 545 |       | 1 144 985 |       |  |  |  |

### Presidenza
| Candidati             | Voti      | %    |
| --------------------- | --------- | ---- |
| Ciril Zlobec          | 637.517   | 53,6 |
| Ivan Oman             | 550.529   | 46,3 |
| Matjaž Kmecl          | 454.633   | 38,2 |
| Dušan Plut            | 453.626   | 38,1 |
| Slavoj Žižek          | 431.206   | 36,3 |
| Dimitrij Rupel        | 408.868   | 34,4 |
| Alojz Križman         | 342.341   | 28,8 |
| Miroslava Gež Korošek | 292.466   | 24,6 |
| Boštjan Zupančič      | 239.737   | 20,2 |
| Fran Miklavčič        | 236.663   | 19,9 |
| Peter Novak           | 212.182   | 17,8 |
| Bogdan Oblak          | 194.689   | 16,4 |
| Totale                | 1.189.205 |      |
| Schede nulle          | 46.263    |      |
| Votanti               | 1.235.468 |      |